# Дуброво (Смоленский район)
Дуброво — деревня в Смоленском районе Смоленской области России. Входит в состав Стабенского сельского поселения. Население — 26 жителей (2007 год). 
Расположена в западной части области в 15 км к северу от Смоленска, в 10 км севернее автодороги М1 «Беларусь», на берегу реки Выблинка. В 17 км южнее деревни расположена железнодорожная станция Смоленск на линии Москва — Минск. 

## История
В годы Великой Отечественной войны деревня была оккупирована гитлеровскими войсками в июле 1941 года, освобождена в сентябре 1943 года. 